# アルター・ブリッジ
アルター・ブリッジ（Alter Bridge）は、アメリカのロック・バンドで、2004年にクリードが解散した際にマーク・トレモンティ（ギター）、スコット・フィリップス（ドラムス）が、クリードのオリジナル・メンバーであり2000年に脱退していたベーシストのブライアン・マーシャルを迎え入れる形で、新たなボーカリストとしてマイルズ・ケネディを加えて結成されたバンド。バンド名の由来はギタリストのトレモンティが幼少時代を過ごしたデトロイトにある橋の名前から採られたものである。
2009年にクリードはブライアンを含むオリジナル・メンバー4人での再結成を発表し、同年4枚目となるアルバムをリリースし、大規模な全米ツアーを行う。2010年からマイルズ・ケネディも元ガンズ・アンド・ローゼズのスラッシュのソロ・プロジェクトに参加し、同年のサマーソニックで来日公演も果たしている。バンド存続が危ぶまれたアルター・ブリッジだが、2010年にロードランナー・レコードに移籍し、3枚目のスタジオ・アルバムをリリースした。更に2013年には4枚目となるアルバム『フォートレス』を発表し、全英アルバムチャート1位を記録した。

## メンバー

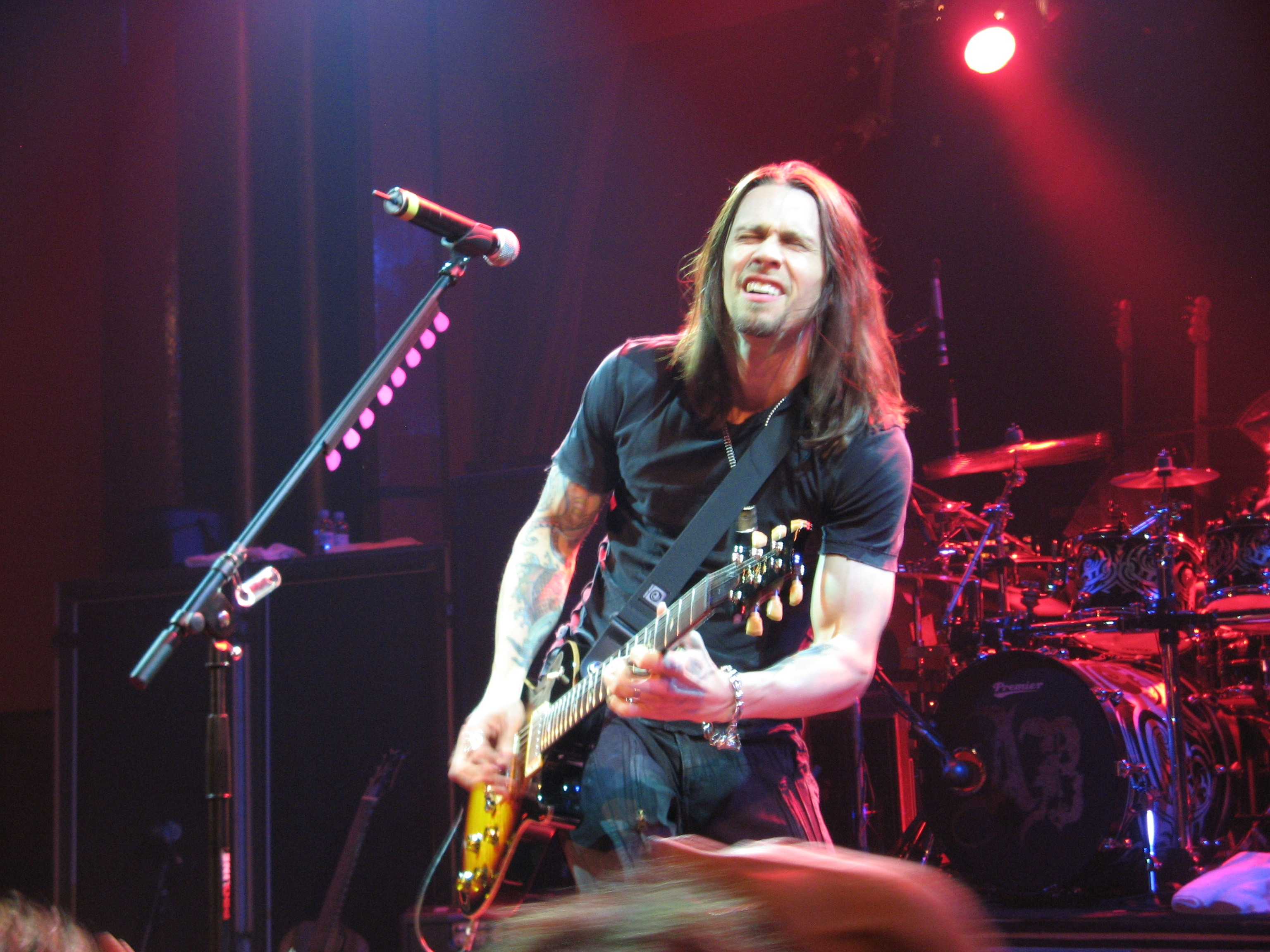
マイルズ・ケネディ

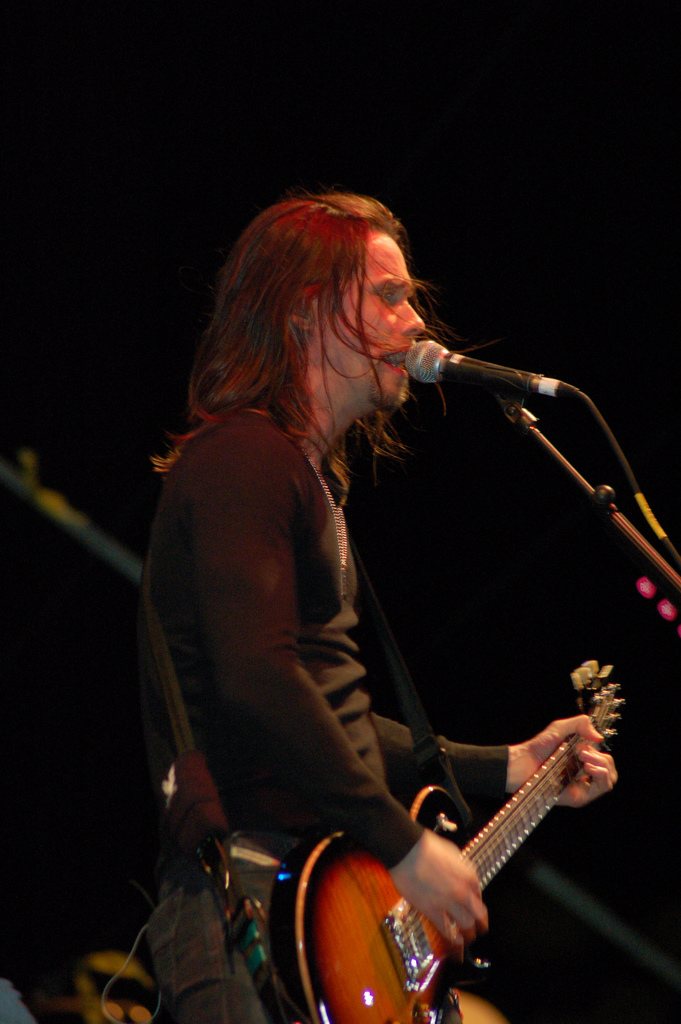
マイルズ・ケネディ

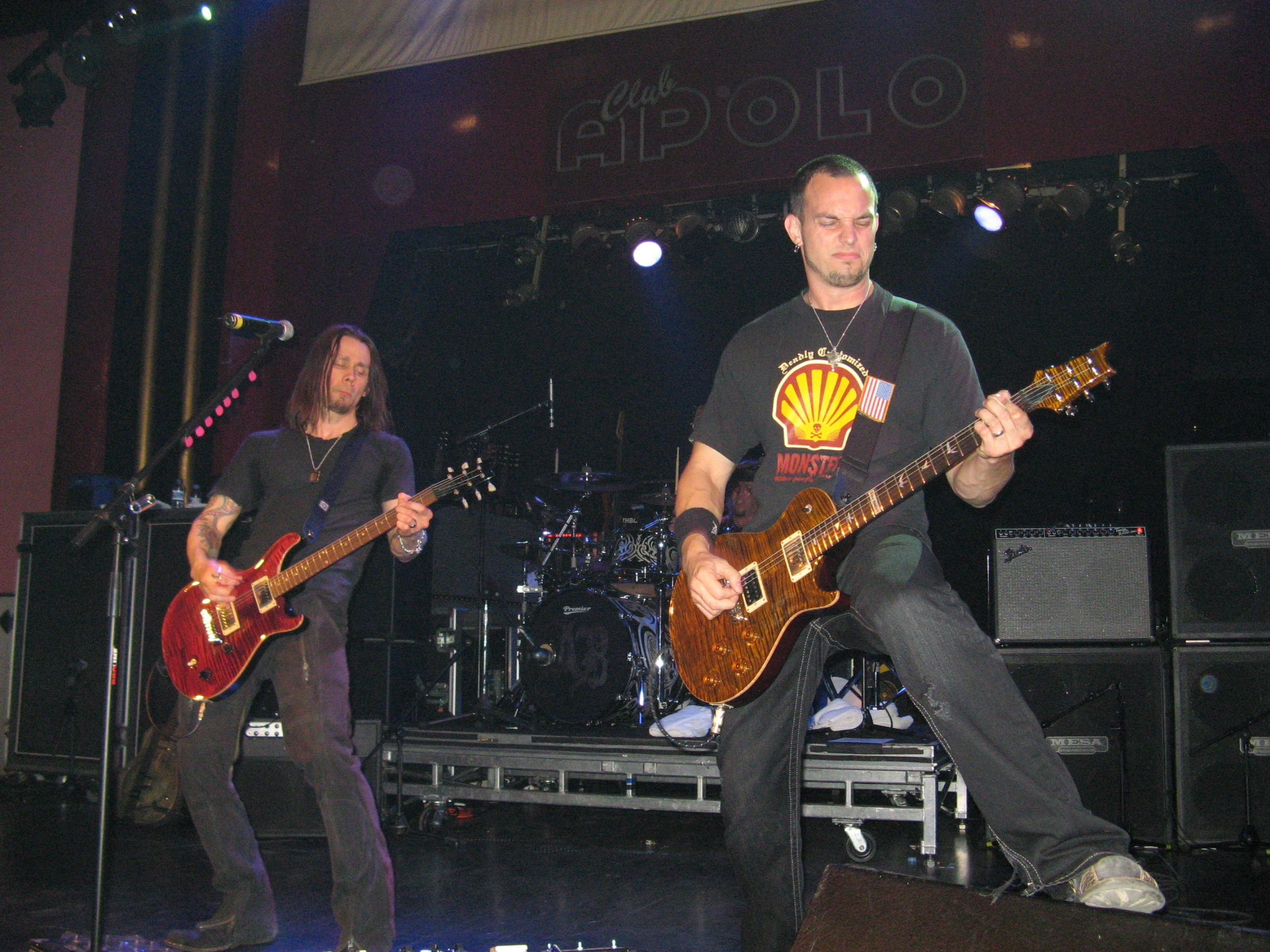
マイルズ・ケネディ
マーク・トレモンティ

- マイルズ・ケネディ (Myles Kennedy) - リード・ボーカル、ギター、1969年11月27日（55歳）
- マーク・トレモンティ (Mark Tremonti) - リード・ギター、ボーカル、1974年4月18日（50歳）
- ブライアン・マーシャル (Brian Marshall) - ベース、1973年4月24日（51歳）
- スコット・フィリップス (Scott Phillips) - ドラム、1973年2月22日（52歳）

## ディスコグラフィ

### スタジオ・アルバム
| 年                                        | タイトル                               | アルバム詳細                                                                                                   | チャート最高位 | チャート最高位 | チャート最高位 | チャート最高位 | チャート最高位 | チャート最高位 | チャート最高位 | チャート最高位 | チャート最高位 | チャート最高位 | 認定           |
| 年                                        | タイトル                               | アルバム詳細                                                                                                   | US             | AUS            | AUT            | GER            | IRL            | ITA            | NLD            | SWE            | SWI            | UK             | 認定           |
| ----------------------------------------- | -------------------------------------- | --- | -------------- | -------------- | -------------- | -------------- | -------------- | -------------- | -------------- | -------------- | -------------- | -------------- | -------------- |
| 2004                                      | ワン・デイ・リメインズ One Day Remains | - 発売日: 2004年8月10日 - レーベル: Wind-up - フォーマット: CD - 全米売上: 75万枚                              | 5              | 37             | —              | 61             | —              | —              | 56             | —              | 54             | 102            | - US: ゴールド |
| 2007                                      | ブラックバード Blackbird               | - 発売日: 2007年10月5日 - レーベル: Universal Republic - フォーマット: CD, CD+DVD - 全米売上: 22.7万枚         | 13             | —              | 64             | 55             | —              | —              | 55             | 56             | 83             | 37             | - UK: シルバー |
| 2010                                      | AB III AB lll                          | - 発売日: 2010年10月8日 - レーベル: Roadrunner, EMI - フォーマット: CD, LP, digital download                   | 17             | 35             | 15             | 18             | 66             | 83             | 20             | 45             | 15             | 9              | - UK: シルバー |
| 2013                                      | フォートレス Fortress                  | - 発売日: 2013年9月25日 - レーベル: Roadrunner, EMI - フォーマット: CD, LP, digital download - 全米売上: 3万枚 | 12             | 13             | 4              | 7              | 16             | 9              | 10             | 17             | 14             | 6              |                |
| 2016                                      | ザ・ラスト・ヒーロー The Last Hero     | - 発売日: 2016年10月7日 - レーベル: Caroline, Napalm - フォーマット: CD, LP, digital download                  | 8              | 6              | 6              | 5              | 30             | 8              | 10             | 33             | 5              | 3              |                |
| 2019                                      | ウォーク・ザ・スカイ Walk The Sky      | - 発売日: 2019年10月18日 - レーベル: Napalm - フォーマット:                                                    |                |                |                |                |                |                |                |                |                |                |                |
| "—"は未発売またはチャート圏外を意味する。 |                                        | |                |                |                |                |                |                |                |                |                |                |                |

### ライブ・アルバム
- 『ライヴ・フロム・アムステルダム』 - Live from Amsterdam (2009年) ※DVD付き
- 『ライヴ・アット・ウェンブリー・ヨーロピアン・ツアー・2011』 - Live at Wembley: European Tour 2011 (2012年)
- 『ライヴ・アット・ザ・オーツー・アリーナ・プラス・レアリティーズ』 - Live at the O2 Arena + Rarities (2017年)
- 『ライヴ・アット・ザ・ロイヤル・アルバート・ホール』 - Live at the Royal Albert Hall (2018年)

### シングル
- "Open Your Eyes" (2004年) ※アルバム『ワン・デイ・リメインズ』収録 (全米チャート最高位：123位)
- "Find the Real" (2005年) ※アルバム『ワン・デイ・リメインズ』収録
- "Broken Wings" (2005年) ※アルバム『ワン・デイ・リメインズ』収録
- "Rise Today" (2007年) ※アルバム『ブラックバード』収録
- "Ties That Bind" (2008年) ※アルバム『ブラックバード』収録
- "Watch Over You" (2008年) ※アルバム『ブラックバード』収録
- "Before Tomorrow Comes" (2008年) ※アルバム『ブラックバード』収録
- "Isolation" (2010年) ※アルバム『AB III』収録
- "I Know It Hurts" (2011年) ※アルバム『AB III』収録
- "Ghost of Days Gone By" (2011年) ※アルバム『AB III』収録
- "Wonderful Life" (2011年) ※アルバム『AB III』収録
- "Life Must Go On" (2011年) ※アルバム『AB III』収録
- "Addicted to Pain" (2013年) ※アルバム『フォートレス』収録
- "Cry of Achilles" (2014年) ※アルバム『フォートレス』収録
- "Waters Rising" (2014年) ※アルバム『フォートレス』収録
- "Show Me a Leader" (2016年) ※アルバム『ザ・ラスト・ヒーロー』収録
- "My Champion" (2016年) ※アルバム『ザ・ラスト・ヒーロー』収録
- "Poison in Your Veins" (2017年) ※アルバム『ザ・ラスト・ヒーロー』収録
- "Wouldn't You Rather" (2019年) ※アルバム『ウォーク・ザ・スカイ』収録
- "Pay No Mind" (2019年) ※アルバム『ウォーク・ザ・スカイ』収録
- "Take the Crown" (2019年) ※アルバム『ウォーク・ザ・スカイ』収録
- "In the Deep" (2019年) ※アルバム『ウォーク・ザ・スカイ』収録
- "Dying Light" (2019年) ※アルバム『ウォーク・ザ・スカイ』収録

### 映像作品
- 『ライヴ・フロム・アムステルダム』 - Live from Amsterdam (2009年)
- 『ライヴ・アット・ウェンブリー・ヨーロピアン・ツアー・2011』 - Live at Wembley: European Tour 2011 (2012年)
- 『ライヴ・アット・ザ・ロイヤル・アルバート・ホール』 - Live at the Royal Albert Hall (2018年)

## 日本公演
- 2014年2月18日 恵比寿 LIQUIDROOM
- 2014年2月19日 梅田 CLUB QUATTRO